# LucidChart
LucidChart — це орієнтоване на веб програмне забезпечення, призначене для створення та редагування діаграм. LucidChart дозволяє користувачам об’єднуватися та працювати разом над створенням блоксхем, організаційних діаграм, шаблонів вебсайтів, UML-діаграм, ментальних карт, прототипів програмного забезпечення та багатьох інших типів діаграм. Програма побудована на вебстандартах HTML5 та Javascript, що підтримуються усіма новими браузерами, такими як Google Chrome, Firefox, Safari та Internet Explorer 8+.

## Історія
У грудні 2008 року LucidChart оголосила про відкриття бета-версії платформи LucidChart.
Поточна версія LucidChart була випущена 31 липня 2010 року.
У грудні 2010 року LucidChart була включена до інтернет-магазину Chrome, і є однією з найпопулярніших платних програм.

## Можливості
LucidChart надає зручний користувацький Drag&Drop-інтерфейс та можливості одночасного співробітництва декількох користувачів. Програма надає можливості експорту у векторні PDF-файли та растрові JPEG- та PNG-файли.
LucidChart може працювати на більшості операційних систем, таких як Microsoft Windows, Mac OS X та Linux. Також можливо працювати з програмою на iPad за допомогою браузера Safari. На iPad, LucidChart надає користувачам можливість вручну малювати фігури, що автоматично конвертуються у стандартні об’єкти.